# El espíritu del vino
El espiritu de vino è il terzo album studio degli Héroes del Silencio, gruppo rock spagnolo.

## Tracce
1. Nuestros nombres
2. Tesoro
3. Los placeres de la pobreza
4. La herida
5. Sirena varada
6. La apariencia no es sincera
7. Z
8. Culpable
9. El camino del exceso
10. Flor de loto
11. El refugio interior
12. Sangre hirviendo
13. Tumbas de sal
14. Bendecida II
15. Bendecida
16. La alacena

## Formazione
- Enrique Bunbury - voce
- Joaquin Cardiel - basso
- Juan Valdivia - chitarra
- Pedro Andreu - batteria
- Alan Boguslavsky - chitarra